# Centre de recherche scientifique et technique sur les régions arides de Biskra
 (novembre 2014).
 (janvier 2023).
Si vous disposez d'ouvrages ou d'articles de référence ou si vous connaissez des sites web de qualité traitant du thème abordé ici, merci de compléter l'article en donnant les références utiles à sa vérifiabilité et en les liant à la section « Notes et références ».
Le Centre de recherche scientifique et technique sur les régions arides (CRSTRA), est un établissement public (EPST) créé par décret no 91-478 du 14 décembre 1991, modifié par le décret no 185 du 1er décembre 2003 et régi par le décret exécutif no 83-521 du 10 septembre 1983. Le siège central est domicilié à Biskra.

## Missions
Le Centre est chargé de réaliser les programmes de recherche scientifique et technique sur les régions arides et/ou menacées de sécheresse ou de désertification, ainsi la participation aux recherches à caractère pluridisciplinaire relative aux régions arides et la constitution d'une base de données scientifiques et techniques sur les régions arides et assurer le traitement, la conservation et la diffusion.

## Axes
1. Optimisation de l’exploitation des ressources hydriques
2. Agriculture Saharienne
3. La steppe et la désertification
4. Climat / Milieu
5. Aspects Socio-Économiques

## Équipes de recherche
Le centre compte 157 permanents dont 72 chercheurs. Ses missions s’expriment à travers différentes activités :
- Exécution de programmes de Recherche (P N R et FNR) pour le Développement des Régions Arides dans les domaines
  - de l’Environnement ;
  - des Risques Majeurs ;
  - de l’Aménagement du Territoire ;
  - des Ressources Hydriques ;
  - de l’Agriculture, Développement Rural et Développement
  - socioéconomique ;
  - des Énergies Renouvelables.

- Des études spécifiques d’expertise et d’ingénierie ;
- Des cours accélérés  dans les domaines d’intérêt du Centre ;
- L’organisation de séminaires, d’ateliers et d’autres rencontres scientifiques liées à ses missions ;
- La veille écologique et technologique en Régions Arides.

- L’édition scientifique :
  - revue  internationale : « Journal  Algérien  des Régions Arides » ;
  - ouvrages  scientifiques ;
  - films et vidéos scientifiques ;
  - proceedings ;
  - thèses et mémoires  de doctorat, de  Magistère, d’Ingénieur, et de DES;
  - documents cartographiques.